# 津々見忠季
津々見 忠季（つつみ ただすえ）は、平安時代末期から鎌倉時代初期にかけての武将。鎌倉幕府御家人。若狭国守護。惟宗氏の流れを汲む島津氏の一門で、薩摩国守護・島津忠久の弟（あるいは兄）と伝える。堤忠季さらに後に若狭忠季と名乗った。若狭島津氏の祖。

## 生涯
若狭遠敷郡玉置荘津々見保（遠敷郡堤村、玉置村など。現・福井県三方上中郡若狭町堤）の地頭職に補任されたことから、最初、津々見忠季と名乗る。建久7年（1196年）9月1日、源頼朝は若狭国内の最有力在庁官人であった稲庭時定より没収した遠敷・三方両郡の所領25か所を忠季に与えた。忠季はこの時点で若狭国守護と補されたと考えられ（「守護職次第」）、これ以後、忠季が「若狭」という国名を苗字としたのは若狭国の中心に立つこととなった自らの立場に対する自覚によるものであろうと考えられている。東寺百合文書には、忠季は若狭守護補任と同時に太良荘地頭職も与えられ、派遣した代官が苛政を行って公文や百姓と対立した様子が記されている。
正治元年（1199年）には梶原景時を弾劾する連判状に名を連ねた（梶原景時の変）。建仁3年（1203年）、比企能員の変に連座して所職を没収される。承久2年（1220年）、若狭国守護職に復す。翌年、承久の乱が起こると鎌倉方に属して活躍したが、6月14日宇治川における合戦の際、急流のため渡河に失敗して死去。戦後、兄・忠久の子で甥に当たる忠時が若狭国守護職を継いだ。
子孫は、三方郡に本拠地を構えたことから三方氏を名乗り、室町時代初期に若狭守護であった一色氏の被官となった。一色氏が若狭守護を解任されると三方氏も一色氏に付き従い、南山城に本拠地を移し、諸城の城主を務めたりした。

## 子孫
『税所次第』及び『守護職次第』から若狭島津氏の4代までの事跡が窺える。
1. 忠季
2. 四郎忠清（定蓮）、次郎兵衛（兵衛二郎?）
3. 又太郎、忠兼（直阿）
4. 光忠